# Christa Prets
Christa Prets, née le 2 octobre 1947 à Diez, est une femme politique autrichienne.
Membre du Parti social-démocrate d'Autriche, elle est députée européenne de 1999 à 2009.